# Марино, Дадо
Сальвадор Марино (англ. Salvador Marino) также известный как Дадо Марино (англ. Dado Marino, 15 октября 1915, Гонолулу, США — 28 октября 1989, Гонолулу, США) — американский боксёр-профессионал, выступающий в наилегчайшей (Flyweight) весовой категории. Является чемпионом мира по версии ВБА (WBA).
Наилучшая позиция в мировом рейтинге: ??-й.

## Результаты боёв
| Бой | Дата | Соперник | Судьи | Место боя | Раундов | Результат | Дополнительно |
| --- | ---- | -------- | ----- | --------- | ------- | --------- | ------------- |
|     |      |          |       |           |         |           |               |
| Бой | Дата | Соперник | Судьи | Место боя | Раундов | Результат | Дополнительно |